# Benzocaină
Benzocaina, denumită și anestezină, este un anestezic local din categoria esterilor, utilizat adesea pentru un efect analgezic local. Este utilizată strict local, în forme farmaceutice orale de supt, cu scopul de a ameliora durerea de la nivel orofaringian. Poate produce methemoglobinemie.
Molecula a fost sintetizată în anul 1890 și a fost aprobată pentru uz medical în 1902.

## Utilizări medicale
Benzocaina este utilizată pentru:
- anestezie locală orală și faringiană[9][10]
- dureri ale urechii[10]
- dureri și prurit la nivel anal, în asociere cu alți agenți[13]

Benzocaina mai este adăugată și în unele prezervative, pentru a preveni ejacularea precoce. Această scade sensibilitatea locală la nivelul penisului, ceea ce favorizează o erecție prelungită.

## Reacții adverse
Poate induce methemoglobinemie.